# When the Party's Over
When the Party's Over è un singolo della cantante statunitense Billie Eilish, pubblicato il 17 ottobre 2018 come secondo estratto dal primo album in studio When We All Fall Asleep, Where Do We Go?.

## Video musicale
Il video musicale è stato reso disponibile il 25 ottobre 2018 ed è stato diretto da Carlos López Estrada.

## Tracce
Testi e musiche di Finneas O'Connell.
1. When the Party's Over – 3:16

## Formazione
- Billie Eilish – voce
- Finneas O'Connell – produzione
- Rob Kinelski – missaggio
- John Greenham – mastering

## Successo commerciale
Nella Billboard Hot 100, dopo una settimana completa di conteggio di vendite e streaming, la canzone ha debuttato alla 65ª posizione, diventando la terza entrata della cantante in classifica. Ha segnato la sua più alta posizione mai raggiunta ai tempi. Nella settimana di pubblicazione dell'album ha raggiunto il suo picco finale alla 29ª posizione, contribuendo anche a regalare all'interprete il record per i più brani simultanei presenti nella Hot 100 statunitense tra le donne.

## Classifiche

### Classifiche settimanali
| Classifica (2018-22) | Posizione massima |
| -------------------- | ----------------- |
| Australia            | 7                 |
| Austria              | 25                |
| Belgio (Fiandre)     | 31                |
| Belgio (Vallonia)    | 51                |
| Canada               | 14                |
| Danimarca            | 16                |
| Estonia              | 6                 |
| Finlandia            | 17                |
| Francia              | 96                |
| Germania             | 45                |
| Grecia               | 8                 |
| Irlanda              | 7                 |
| Islanda              | 18                |
| Italia               | 84                |
| Lettonia             | 4                 |
| Lituania             | 2                 |
| Norvegia             | 9                 |
| Nuova Zelanda        | 3                 |
| Paesi Bassi          | 34                |
| Portogallo           | 27                |
| Regno Unito          | 21                |
| Repubblica Ceca      | 14                |
| Singapore            | 30                |
| Slovacchia           | 10                |
| Spagna               | 60                |
| Stati Uniti          | 29                |
| Sudafrica            | 93                |
| Svezia               | 10                |
| Svizzera             | 23                |
| Ungheria             | 15                |

### Classifiche di fine anno
| Classifica (2018) | Posizione |
| ----------------- | --------- |
| Ungheria          | 84        |
| Classifica (2019) | Posizione |
| Australia         | 29        |
| Belgio (Fiandre)  | 86        |
| Canada            | 53        |
| Danimarca         | 40        |
| Francia           | 191       |
| Irlanda           | 28        |
| Lettonia          | 8         |
| Nuova Zelanda     | 23        |
| Portogallo        | 79        |
| Svezia            | 30        |
| Svizzera          | 45        |
| Ungheria          | 50        |
| Classifica (2020) | Posizione |
| Portogallo        | 141       |

## Cover
Nel 2019 una cover di questo brano è stata realizzata da Lewis Capaldi. L'anno dopo gli Sleep Token hanno inciso una interpretazione del brano nell'edizione deluxe del loro disco Sundowning.

## In altri media
Nel 2019 viene inserita in una breve sequenza nella seconda stagione della serie Netflix Baby e nell'ultimo episodio della terza stagione di Skam Italia.